# タブ (GUI)

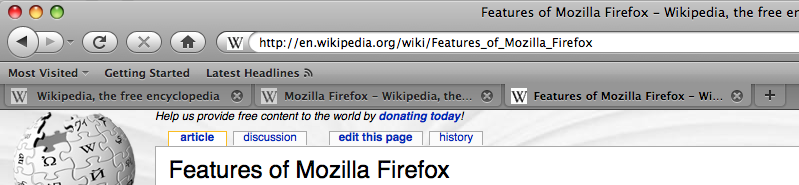
GUIウィジェットのタブによって表示するリソースを変更する、タブブラウザと呼ばれるウェブブラウザ・Mozilla Firefox。表示されているウェブサイト（ウィキペディア）にもタブの概念が採用されている。

タブ（英: tab）とは、関連の強い項目ごとに分けられた複数のページあるいはシートを切り替えて表示するためのGUIウィジェットである。一般的には長方形のボックス中に大分類のテキストラベルを表示する形で画面上部に表示され、タブの選択によりページやシートを切り替えて表示させる仕組みとなっている。一般的に、非アクティブタブと視覚的に区別するためアクティブタブがハイライト表示されるようになっており、必ずどれかひとつのタブが常にアクティブとなる仕組みが多い。
Microsoft WindowsのWin32 APIでは、プロパティシート (property sheet) として標準コンポーネント化されており、システムやファイルなどの各種設定や属性（プロパティ）を管理するためのプロパティダイアログに使用される。Windows FormsやWPFでは、TabControlが用意されている。
このタブというGUIは本の索引やフォルダ管理に使われる紙タブを発想に作成されたものであり、複数の項目を分類・整理し、ユーザーインターフェイスの利用をスムーズにする。ディスプレイサイズの制約から、一度に画面に表示しきれない項目群を複数ページに分割する場合にも役立つ（スクロールバーが併用されることもある）。
特に、タブ方式でドキュメントデータを管理するインターフェイスのことを Tabbed Document Interface (TDI) と呼ぶ。ウェブブラウザ、グラフィックソフトウェア、テキストエディタ、統合開発環境など、複数のドキュメントファイルを同時に開いて操作することが多いアプリケーションにおいて、ドキュメントを切り替えるのに便利であり、Multiple Document Interface (MDI) の代わりに使われることが多くなっている。